# Aristolochia boosii
Aristolochia boosii là một loài thực vật có hoa trong họ Aristolochiaceae. Loài này được Panter mô tả khoa học đầu tiên năm 1981.